# Alessandro II di Imerezia
Alessandro II Bagration (in georgiano ალექსანდრე II?; ... – 1º aprile 1510) è stato un sovrano georgiano.
Fu re di Georgia dal 1478 al 1479 e di Imerezia dal 1483 al 1510.

## Biografia
Alessandro, nacque in un anno sconosciuto del XV secolo da Bagrat VI, duca di Samokalako e poi anti-re in Georgia occidentale, e sua moglie, una certa Elena. Sebbene le fonti georgiane non menzionino guerre tra Alessandro ed i fratelli, alcuni documenti contemporanei ricordano un certo Vakhtang come primogenito di Bagrat. È quindi probabile che il fratello maggiore di Alessandro, Vakhtang, sia morto molto giovane vita parentis, tra il 1454 e il 1468. Alessandro è menzionato la prima volta in uno statuto reale di suo padre che riconosce il duca Abesalonne di Svanezia.
Nel 1466, suo padre invase la Cartalia e fu proclamato re di Georgia come Bagrat VI durante la guerra del triumvirato georgiano. Bagrat VI si oppose rapidamente al principe Costantino II, che rivendicava per sé la corona georgiana e nel 1468 i due raggiungono un accordo per una pace temporanea: Bagrat VI sarebbe rimasto re di Georgia, ma avrebbe dovuto dividere il regno alla sua morte, Costantino ereditando la Cartalia ed Alessandro l'Imerezia.
Bagrat VI morì nel 1478 e, nonostante il suo accordo con Costantino, Alessandro cercò di prendere le redini del potere in Cartalia ed Imerezia. Costantino però, che già governava la Cartalia inferiore e l'Armenia georgiana, minacciava Tbilisi, la capitale, pertanto Alessandro cercò di essere incoronato a Kutaisi, nella Georgia occidentale, dal Patriarca dell'Abcasia. La sua incoronazione fallì, tuttavia, quando la cerimonia fu boicottata dai principi Vamek II di Mingrelia, Kakhamer II di Guria e da quelli di Abcasia e Svanezia, che con la loro assenza fecero venir meno la legittimità della cerimonia.
Mentre l'esercito reale rimase sotto il controllo di Alessandro, Costantino II conquistò rapidamente Tbilisi con l'aiuto delle milizie di montagna delle province di Khevsourétie e Tusheti, lasciando Alessandro privo della capitale georgiana. Le sue truppe si ritirarono rapidamente dalla Cartalia e molte fortezze nella Georgia centrale caddero successivamente nelle mani di Costantino, che sostituì i piccoli nobili insediati da Bagrat VI e Alessandro con governatori leali. Nel 1479, Gori fu presa da Costantino, ed Alessandro si rifugiò a Kutaisi. Vamek II di Mingrelia, che voleva vendicarsi sull'erede di Bagrat VI per l'autocrazia esercitata da quest'ultimo, si alleò con Costantino e lo aiutò ad invadere l'Imerezia.
Il crollo dell'esercito reale fu accompagnato dal tradimento dei nobili imereziani, che giurarono fedeltà a Costantino nel 1479. Alessandro si fortificò in una cittadella, mentre i montanari di Costantino e le truppe Mingreliane di Vameq II catturarono insieme Kutaisi. Alessandro si fortificò in una cittadella, mentre i montanari di Costantino e le truppe mingreliane di Vamek II conquistarono insieme Kutaisi. Costantino II siglò costì un'alleanza coi duchi di Mingrelia e Guria, lascia un battaglione nella città per proteggerla da un potenziale attacco futuro da parte di Alessandro e partirono per combattere contro la Meschezia, un'altra provincia georgiana ribelle.
Dopo la sua sconfitta nel 1479, Alessandro si ritirò sulle montagne di Rach'a e Lechkhumi, dove si alleò con la popolazione locale e, secondo alcuni, continuò a reclamare il trono di suo padre. Il genealogista Cyril Leo Toumanoff, infatti, afferma che Alessandro rimase attaccato all'idea del suo diritto ereditario al trono georgiano come primogenito dei discendenti di Davide VI di Georgia, che regnò da 1245 al 1293, e lo storico turco İbrahim Peçevi, che scrisse nel XVI secolo, giustifica l'affermazione genealogica di Alessandro. Lo storico moderno Donald Rayfield, tuttavia, ritiene che Costantino II abbia nominato Alessandro duca di Rach'a e Letchkhoumi nel 1479, con residenza presso la corte reale di Kutaisi, dimostrando un riconoscimento di subordinazione da parte del figlio di Bagrat VI.
Mentre governava le due province, in ogni caso, Alessandro condusse una resistenza al potere centrale. Nel 1483 sposò una certa Tamara ed è possibile che approfittò dell'occasione per essere incoronato anti-re dalla nobiltà locale. Lo stesso anno Costantino II subì una sconfitta decisiva contro Kvarkvare II Jekeli, principe di Meschezia, e fu costretto a ritirarsi a Tbilisi. Nel 1484, inoltre, morì Vamek II di Mingrelia, che aveva garantito il rispetto drl potere centrale in Imerezia in nome di Costantino II. Alessandro vide questi eventi come un'opportunità per riconquistare il potere e intraprende una nuova campagna militare.
Con l'aiuto delle sue forze di montagna, Alessandro conquistò nel 1483 Kutaisi, ndebolita e abbandonata, e fu incoronato come Alessandro II, re di Likht-Imerezia (in georgiano ლიხთ-იმერეთი), che significa "la nazione al di qua dei Likhi", dove i Likhi sono la catena montuosa che separa la Georgia occidentale dalla Cartalia, una dichiarazione di indipendenza contro il resto del Regno di Georgia. Alessandro II è il primo sovrano della Georgia occidentale a pretendere di governare non sul regno della Georgia, ma su Imerethia. In seguito alla sua incoronazione, invase il resto del paese, senza tuttavia riuscire a sottomettere Mingrelia e Guria, mentre Costantino fu occupato da una guerra in Meschezia. Costantino II continua la sua guerra per riunificare la Georgia e tenta di invadere Imerethia nel 1485. Quest'ultimo venne sconfitto da Alessandro e da un nobile della famiglia Lortkipanidze in una battaglia a Tchikhori. Il re georgiano fu inoltre costretto a riparare in Cartalia nel 1486 quando il sultano Yaqoub di Aq Qoyunlu inizia una serie di incursioni militari nei suoi domini. Liparit II, duca di Mingrelia, continuò tuttavia ad opporsi ad Alessandro e nel 1487, invitò Costantino II a tornare in Imerezia. Le forze cartaliane mingreliane, alleate con alcune nobili fazioni imereziane, invasero quindi i domini di Alessandro, che fu costretto ad abbandonare nuovamente la sua capitale e a fortificarsi in una cittadella. Quando le milizie montane di Costantino II assediarono Alessandro, quest'ultimo si rifugiò nelle montagne del nord del paese e Costantino e Liparit presero il controllo delle fortezze fedeli al figlio Bagrat VI.
Costantino si assicurò la sua conquista usando le tribù ciscaucasiche per stabilire la sua giurisdizione. Rimase inoltre a Kutaisi, temendo una nuova rivolta di Alessandro. Così, quando Yaqoub invase ancora una volta la Cartalia, nel 1488, resistette alle richieste per il suo ritorno e mandò due dei suoi generali a combattere al suo posto. Tuttavia, Yaqoub riuscì ad assediare Tbilisi, costringendo Costantino a lasciare l'Imerezia indifesa, lasciando spazio ad Alessandro per tornare al potere.
Approfittando della grave situazione nella Georgia orientale, Alessandro II riuscì a fare pace con la nobiltà imereziana e con Liparit II di Mingrelia. In 1489, una coalizione di forze montane di Rach'a, Lechkhumi e Svanezie invase l'Imerezia e catturò molte fortezze strategiche senza dare a Costantino l'opportunità di vendicarsi. Kutaisi cadde in un batter d'occhio, segnando la definitiva separazione dell'Imerezia dalla Cartalia, divisione che durò fino all'invasione russa XIX secolo.
Nel 1490, dopo aver liberato Tbilisi, Costantino II riunì il suo consiglio reale per decidere un piano d'azione per la riconquista di Cachezia, Imerezia e Meschezia. Tuttavia, l'alta nobiltà georgiana che sedeva nel consiglio temeva che i poteri di Costantino sarebbero aumentati considerevolmente e consiglio di riconoscere lo smembramento del Regno di Georgia creato nel 1008. Furono quindi firmati una serie di trattati di pace tra Costantino e i numerosi capi regionali. Con l'Imerezia, Tbilisi negoziò un riconoscimento dei domini di Alessandro II, mentre questi fu obbligato ad accettare una notevole autonomia di Guria e Mingrelia, con l'Abcazia integrata nella Mingrelia: una Georgia occidentale decentralizzata e instabile, nell'ottica carteliana, avrebbe potuto aprire le porte verso una futura riconquista. Un trattato finale fu firmato tra Costantino e Alessandro nel 1491, un anno dopo la decisione del consiglio reale (o 1493 secondo alcune fonti).
Diventato sovrano di un regno indipendente, Alessandro II dovette affrontare una situazione instabile ed una potente nobiltà che minacciava costantemente il suo potere. Trascorse i suoi primi anni sul trono cercando di affermare il suo potere facendo la guerra contro i signori recalcitranti: molti furono giustiziati e ad altri furono confiscati le loro terre e titoli nobiliari, o sostituiti da altri nobili fedeli alla corona. Il suo problema più grande rimasero, tuttavia, i grandi principi che governano le regioni del Mar Nero, Liparit II di Mingrelia e Giorgio I di Guria. Con loro raggiunse la pace solo dopo un accordo che definì tutta la storia di Regno di Imerezia. Esso prevedeva i seguenti punti:
- la corona non sarebbe più stata coinvolta negli affari interni dei due principati[24];
- i principi di Mingrelia e Guria sarebbero stati liberati dall'obbligo di pagare le tasse a Kutaisi[24];
- i sovrani di Mingrelia sarebbero diventati automaticamente mandatourt-oukhoutsessi, ovvero ministri degli interni[24];
- i sovrani di Guria sarebbero diventati automaticamente amir-spassalari, ovvero comandanti delle truppe reali[24];
- Mingrelia e Guria sarebbero stati costretti a rifornire l'esercito reale di soldati[18];
- le terre dei due principati sarebbero restate aperte alle cacce reali[24];
- il re avrebbe conservato il diritto de jure di confermare la successione di un principe[25].

Alessandro II cercò anche di forzare la sua giurisdizione in Abcasia sottomettendo il principe Salomone Chervachidze, così come la famiglia ducale Guelovani di Svanezia. Documenti contemporanei dimostrano che Alessandro fu rapidamente coinvolto negli affari interni di Svanezia e che durante un conflitto politico per il dominio della provincia di montagna, sostenne il clan Djaparidze-Koutchaidze. Imitando i suoi colleghi di Cartalia e Cachezia, intraprese una riforma militare che divise le forze armate in quattro sadrocho, guidate dal re e dai signori ereditari di Argveti, di Rach'a e Lechkhumi. Mentre una riforma simile in Cachezia conferì al monarca un grande controllo sul suo esercito, i cambiamenti in Alessandro II consentirono alla nobiltà di aumentare i propri poteri, dividendo ulteriormente il piccolo regno.
In 1495, la regina Tamara diede alla luce il principe Bagrat III erede Alessandro. Lo stesso anno, quest'ultimo firmò un nuovo accordo di pace con Costantino II, che garantì il proprio aiuto contro la nobiltà ribelle di Imerezia.
La mancanza di unità tra i sovrani georgiani si rivelò ancora una volta nel 1500, quando Costantino II di Cartalia, Alessandro I di Cachezia e Kaikoshrov di Meschezia formarono una coalizione anti-ottomana con la Persia safavide, una coalizione a cui Alessandro II di Imerezia non partecipò. Nel 1505, Costantino II, nemesi di Alessandro, morì e lasciò il suo regno a suo, Davide X.
Alessandro sfrutto la debolezza del giovane re per cercare di riunire la Georgia sotto il suo scettro. Nel 1509 attraversò i Likhi con un grande esercito e conquistò la città di Gori. Di fronte all'invasione, Davide X si rifiutò di partecipare a un conflitto contro altri georgiani, e rimane noto per la sua risposta ad un consigliere reale che chiedeva una reazione ferma contro gli invasori: "Chi ama i guai incontra i guai". Alessandro II proseguì la sua avanzata e presto annetté l'intero nord-ovest della Cartalia.
Ai confini dell'Imerezia, l'Impero ottomano stava guadagnando potere ma, nonostante una rapida incursione militare nel 1461 per dissuadere i georgiani dall'intervenire in aiuto di Trebisonda, i turchi ignorarono ampiamente la Georgia occidentale durante la seconda metà del XV secolo. Questa politica cambiò, tuttavia, sotto il regno del sultano Beyezid II (1481-1512), che si concentrò sui suoi confini orientali per combattere l'influenza della nuova Persia safavide. All'inizio del 1500, un esercito ottomano invase Meschezia e Guria e occupò temporaneamente le province di Ajaria e Canezia. Allo stesso tempo, gli ottomani usarono il loro potere sul Mar Nero per influenzare l'Abcasia e incorporarono la tribù Djik nella loro sfera di influenza.
Nel 1509, gli Ottomani sfruttarono l'assenza Alessandro II, che stava conducendo la campagna in Cartalia, per invadere l'Imerezia. Selim, governatore turco di Trebisonda e figlio del sultano, iniziò l'attacco il 23 novembre 1509, alla testa di un esercito di ciscaucasici stabilito in Anatolia. Gli invasori devastarono il regno, catturarono Kutaisi, incendiarono la capitale e il Monastero di Gelati, centro religioso della Georgia occidentale. Alessandro lasciò immediatamente Gori, autorizzando Davide X di Cartalia riacquisire le province occupate dagli imereziani, ma non riesce a liberare i prigionieri catturati come schiavi dagli ottomani. L'invasione venne narrata dettagliatamente dallo storico turco İbrahim Peçevi XVI secolo.
Nel marzo 1510 la regina Tamar morì, mentre Alessandro stava preparando un piano per lanciare un'incursione in Anatolia contro gli ottomani. Il re sviluppò una malattia "tanto dolorosa quanto malvagia", secondo le Cronache georgiane, e morì il 1º aprile 1510. È sepolto con la moglie nel monastero di Gelati. Gli succede al trono il figlio minorenne Bagrat III.

## Famiglia
Nel 1483, Alessandro II sposò una donna di nome Tamara che morì il 12 marzo 1510. Dalla coppia nacquero:
- Bagrat III (1495–1565), re di Imerezia, succedette al padre;
- Davide (fl. 1510–1524, per altri 1505-prima del 1510), principe;
- Vakhtang (fl. 1512–1548, per altri morto nel 1545 circa), principe, anti-re di suo fratello Bagrat III;
- Giorgio (fl. 1511–1545) principe, sposato con una donna di nome Anna;
- Demetrio (fl. 1511), principe;
- Khosro, principe;
- Tinatin, principessa, sposata con Spiridione Beenashvili (Cholokashvili)
- Elena, principessa, sposò Sergio Mikmetsidzé;
- figlia anonima, principessa, sposata due volte, la seconda con Giorgio, figlio di Rostom Gurieli